# 信江
信江位于中國江西省东北部，是鄱阳湖水系五大河流之一。

## 流域
发源于玉山县怀玉山脉三清山的玉山水和发源于福建省浦城县武夷山脉铜钹山的丰溪，在上饶市区汇合后始称信江。干流自东向西流向，流经上饶、铅山、弋阳、贵溪、鹰潭、余江、余干等县市，在余干县境分为两支注入鄱阳湖，沿途汇纳了石溪水、铅山水、陈坊水、葛溪水、罗塘河、白塔河等主要支流。
信江以上饶和鹰潭为界，分为上游、中游、下游三段。上游沿岸一带以中低山为主，地形起伏较大。中游为信江盆地，其边缘地势由北、东、南三面渐次向中间降低，并向西倾斜。下游为鄱阳湖冲积平原区，地势平坦开阔。
干流全长360.5km，流域面积17600平方公里，流域内山地面积占40%，丘陵占35%，平原占25%。现有人口420余万，现有耕地391万亩，其中水田349万亩。
主要支流有：玉琊溪、饶北河（灵溪）、丰溪河、石溪河（泸溪）、铅山河、葛溪河、罗塘水（须溪、罗塘港）、白塔河、万年河。

## 气候
信江流域位于副热带季风气候区。一般从4月开始，雨量逐渐增加；至5～6月份，降雨猛增。流域上游的怀玉山一带，中心年降雨量一般都在2000毫米以上。7～9月常受副热带高压控制，除地方性雷阵雨和台风雨外，雨水稀少。流域内多年平均气温为18℃，年平均降雨量为1845毫米，降雨分布是东多西少，山区多于平原。年内分布极不均匀，4～6月占全年雨量的50%，7～9月则只占18%，常出现上半年雨多易涝，下半年又雨少易旱的情况。

## 水利工程
流域内建有大型水库三座，其中干流上建有信州水利枢纽（上饶市）、界牌航电枢纽（鹰潭市）；支流上有金沙溪上的玉山七一水库（信江流域目前最大的一座水库）、泸溪河上的上饶县大坳水库。
引水工程则以余江的白塔渠为最大，引水流量19立方米每秒，灌田19万亩。

## 污染
信江流域原来工业不发达，主要污染源除了生活污染外，以铅山永平铜矿和贵溪冶炼厂为最大。近年来随着流域内经济的发展，信江的污染也越来越重。2005年浙江省对重污染企业进行清理后，江西的地方官员处于招商引资的政绩考虑，争相以优惠措施吸引入驻。这些企业以造纸、冶金、化工、制药类居多，其中尤以氟化工厂危害性最为严重，继玉山氟化工厂污染后，上饶市又有两个氟化工厂进驻。很多企业没有污水处理设备，如2005年铅山县工业园区引进的恒益纸业和信江纸业，其生产污水不经任何处理，直接往信江排放。